# Jai Field

a Compétitions nationales et continentales officielles uniquement.

Jai Field, né le 6 septembre 1997 à Forbes, est un joueur de rugby à XIII australien évoluant au poste d'arrière ou de demi d'ouverture dans les années 2010 et 2020.
Il commence sa carrière en National Rugby League au sein de St. George Illawarra et Parramatta mais ne parvenant pas à devenir titulaire au sein de ces clubs, il décide de rejoindre le club anglais de Wigan en Super League en 2021. Il y devient une référence au poste d'arrière au sein de ce championnat en y étant désigné meilleur arrière en 2022 et remporte la Challenge Cup 2022.

## Palmarès
- Collectif :
  - Vainqueur de la Super League : 2023 et 2024 (Wigan).
  - Vainqueur de la Challenge Cup : 2022 et 2024 (Wigan).

- Individuel
  - Sélection en équipe de rêve de la Super League : 2022 (Wigan)